# Aureliano Fernández-Guerra

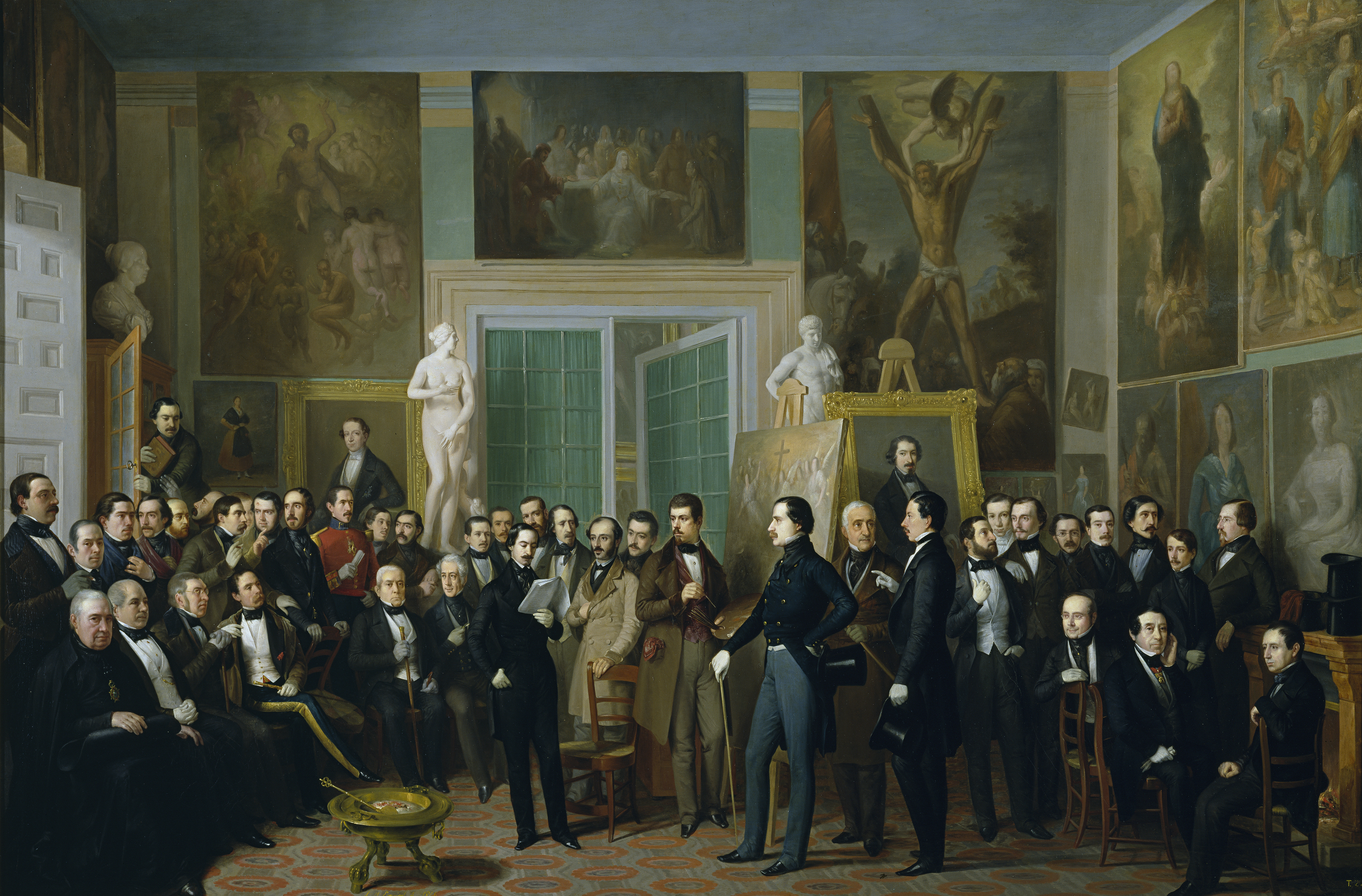
Aureliano Fernández-Guerra retratado en Los Poetas contemporáneos por Antonio María Esquivel 1846 - Museo del Prado, Madrid

Aureliano Fernández-Guerra y Orbe (Granada, 1816-Madrid, 7 de septiembre de 1894) fue un escritor, dramaturgo, historiador, senador por la Real Academia de la Historia (1882-1884), arqueólogo y epigrafista español, famoso editor de Francisco de Quevedo.

## Biografía
Primogénito de una conocida familia de Zuheros (Córdoba), pudiente y erudita, pasó su infancia en Granada. Su madre fue Francisca de Paulaorbe y de la Plata. Su padre, el abogado José Fernández-Guerra, era catedrático de Lógica, Metafísica, Retórica, Bellas Artes, Historia, Numismática y Antigüedades en la Universidad de Granada y poseyó una colección de antigüedades y objetos prehistóricos y una biblioteca de dieciocho mil volúmenes.
Desde muy temprano José inculcaría a sus hijos, Aureliano y Luis, el interés por la Literatura, la Historia y las antigüedades. En 1825 se trasladó a Madrid y estudió en el colegio de corte afrancesado dirigido por José Garriga, exalcalde de la Villa, con otros importantes futuros personajes; en 1828 volvió a Granada; de 1831 a 1832 cursó estudios universitarios de Filosofía en el Seminario del Sacromonte, los cuales prosiguió en la Universidad de Granada alternándolos con los de Leyes; en esta década estrenó varias piezas teatrales en Granada y fue redactor de La Alhambra, en la que publicó no pocos romances; por entonces recibió, junto a Miguel Lafuente Alcántara, a José Zorrilla, quien, agradecido, le dedicará en el futuro, cuando vaya a Madrid, el borrador de su Don Juan Tenorio.
En 1838, aún estudiante, le encomendaron la cátedra de Literatura e Historia, puesto en que estuvo hasta 1839, año en que estrenó los dramas La peña de los enamorados y El trato de Argel. Siguieron El niño perdido (1840) y La hija de Cervantes (1843, en prosa). El 10 de enero de 1844 llega a Madrid y escribe en la gaceta de teatros El Manzanares de ese año; también ejerce la crítica de teatros en La España, bajo el seudónimo de "Pipí".
En Madrid compagina su empleo en el Ministerio de Gracia y Justicia con sus investigaciones literarias e históricas y hace varios viajes de estudios a Zaragoza, Sevilla, Toros de Guisando, Escalona (Toledo), Cadalso de los Vidrios etc.; publica sus trabajos en 1852, en el Semanario Pintoresco. De su rigor como epigrafista da fe que Emil Hübner lo contó como uno de sus más estrechos colaboradores. Interviene activamente en el Liceo Artístico y Literario y en la Sociedad de Autores Dramáticos.
No descuidó en tanto su carrera dramática y estrenó piezas como Alonso Cano o La Torre del Oro (1845, en prosa) y, junto a Manuel Tamayo y Baus, La ricahembra (1854). También colaboró en la revista infantil La Niñez. Reunió una notable colección de piezas teatrales manuscritas que se encuentra hoy en la Biblioteca del Instituto del Teatro de Barcelona. En cuanto a su carrera política, fue secretario general de Instrucción pública durante el desempeño del ministerio de Fomento de don Claudio Moyano. Frecuentó las tertulias madrileñas y está retratado entre los famosos poetas románticos del cuadro de Antonio María Esquivel. Él mismo, según cuenta en su epistolario, mantenía una tertulia semanal en su casa.
Su mayor trabajo como erudito fue, sin duda, la edición y estudio de las Obras en prosa de Francisco de Quevedo entre 1852 (primer tomo) y 1859 (el segundo), para los que redactó además una biografía en la que lo retrata fundamentalmente como un hombre de estado; para sus obras tenía como ayudantes a la valiosísima biblioteca de su padre y a dos amigos y colaboradores excepcionales: Bartolomé José Gallardo y Cayetano Alberto de la Barrera, sobre todo a este último, de quien tomó todo lo sustancioso de su erudición; para su trabajo sobre Quevedo llegó a inspeccionar trescientas diez ediciones (documentadas en realidad por Gallardo y su discípulo La Barrera), mientras que el mejor de los editores anteriores sólo llegó a las treinta y cinco. Sin embargo la edición se interrumpió en el segundo tomo, se desconoce por qué; el caso es que tras su muerte el resto de sus trabajos sobre el tema fueron a parar gracias a su familia a manos de Marcelino Menéndez Pelayo, quien logró imprimir tres tomos más en la Colección de Bibliófilos Andaluces. Julio Cejador, por otra parte, utilizó en sus estudios sobre Quevedo también material inédito de Fernández-Guerra.
El escritor granadino no paró ahí: editó también a Cervantes y a Francisco de la Torre, este último, tema de su discurso de ingreso en la Real Academia y de una ulterior biografía. Publicó el Fuero de Avilés (1856) y codirigió, con Antonio Cánovas del Castillo e Hinojosa, una Historia General de España. De su obra poética destaca la leyenda La cruz de la Plaza Nueva (1839). En cuanto a su carácter, alguien tan bien documentado como Antonio Rodríguez Moñino afirmó que era:

Hombre con más conchas y escamas que una tonelada de galápagos y sardinas, gran muñidor durante cuarenta años de la erudición, las Academias y la Dirección General de Instrucción Pública

Fue anticuario de la Real Academia de Historia (1853) e individuo de número y bibliotecario de la Real Academia Española (1860), además de otras muchas corporaciones españolas (academias de bellas letras de Sevilla y Barcelona, Academia de Arqueología de Almería, Sociedad Dramática de la Unión, Sociedad Arqueológica Valenciana, Academia Filosófico-Jurídica de Granada y una lista prácticamente interminable) y extranjeras: miembro del Institut für archäologische Correspondenza (1861) y de la Preussische Akademie der Wissenschaften de Berlín; elegido «membri onorari dirigenti» del Instituto di Corrispondenza Archeologica de Roma (1863); miembro de la Société française d'archéologie (1867) e incluso le fue concedida la Cruz de la Corona por Guillermo I de Alemania (1873).
En la década de 1880 perteneció a la Unión Católica de los hermanos Pidal.

## Obras

### Lírica
- La cruz de la Plaza Nueva (1839).

### Teatro
- La peña de los enamorados (1839)
- El trato de Argel (1839)
- El niño perdido (1840)
- La hija de Cervantes (1843).
- Alonso Cano o La Torre del Oro (1845)
- Con Manuel Tamayo y Baus, La ricahembra (1854).

### Trabajos históricos
- El fuero de Avilés. Discurso leído en la Real A. Española, en el aniversario de su Fundación Madrid, Impr. Nacional, 1865.
- La conjuración de Venecia de 1618, vindicando la memoria del Duque de Osuna y de los marqueses de Vedmar y de Villafranca, calumniado con ocasión de aquel suceso. Discurso leído en la Real A. de la Historia y contestación de D. José Amador de los Rios, Madrid, 1858.
- Las ciudades Bastetanas de Asso y Argos (MURCIA). Madrid 1887 Imp. de Fortanet
- Nuevas inscripciones de Córdoba y Porcuna (CORDOBA). Madrid 1887 Tip. Fortanet
- Sarcófago cristiano de la catedral de Astorga, hoy depositado en el Museo Arqueológico Nacional. (Separata del Museo Español de Antigüedades).
- El libro de Santoña. Madrid, Imprenta de Manuel Tello, 1872.

### Ediciones
- Francisco de Quevedo, Obras en prosa (1852 y 1859)